# Dianjiang
Dianjiang (en chino, 垫江县; pinyin, Diànjiāng) es un condado bajo la administración directa de la Municipalidad de Chongqing en la  República Popular China.  Su área es de 1516 km² y su población total para 2010 superó los 704 mil habitantes.

## Administración
Desde julio de 2020, el  condado Dianjiang se divide en 26 pueblos que se administran en 2 subdistritos,  22 poblados y 2 villas.